# Haidar Abdul-Jabar
Haidar Abdul-Jabar Kadhim (25 de agosto de 1976) é um futebolista iraquiano que atua como defensor.

## Carreira
Haidar Abdul-Jabar integrou o elenco da Seleção Iraquiana de Futebol, nas Olimpíadas de 2004. 